# Лысюк, Сергей Иванович
Серге́й Ива́нович Лысю́к  (род. 25 июля 1954 года, г. Борзя, Читинская область, РСФСР, СССР) — российский военнослужащий, полковник, Герой Российской Федерации (1993).

## Биография
Родился в г. Борзя Читинской области в семье военнослужащего. Через два года семья переехала по новому месту службы отца в г. Днепропетровск, затем в г. Страхув (ПНР), где Сергей Лысюк окончил начальную школу, а потом снова вернулась в Днепропетровск. Активно занимался боксом, кандидат в мастера спорта по этому виду спорта. После окончания средней школы поступал в военное училище, однако, не сдал вступительный экзамен по математике. Восемь месяцев работал на окружной базе стрелкового оружия мастером по ремонту стрелкового оружия 1 разряда. Затем снова пытался поступить в военное пограничное училище, однако из за проблем со зрением и искривления носовой перегородки медицинской комиссией был признан негодным и направлен для поступления в Орджоникидзевское высшее военное командное Краснознаменное училище им. С. М. Кирова МВД СССР.
1975 год — окончил Орджоникидзевское высшее военное командное Краснознаменное училище им. С. М. Кирова МВД СССР.
По окончании училища, по собственному желанию, направлен на службу в Отдельную мотострелковую дивизию особого назначения им. Ф. Э. Дзержинского Внутренних войск МВД СССР. Проходил службу в 2 мотострелковом полку (в\ч 3186), который осуществлял охрану особо важных государственных объектов. Через полтора года службы был признан лучшим начальником караула, награжден нагрудными знаками «За отличие в службе ВВ МВД СССР» 1 и 2 степеней.
В период формирования учебной роты специального назначения, на базе которой впоследствии был сформирован отряд специального назначения «Витязь» по собственному желанию переведен туда на должность командира 3 взвода. Всю дальнейшую службу во Внутренних войсках (1978-1994) проходил только в этом подразделении, став его командиром.
Последовательно занимал следующие должности:
- командир взвода,
- заместитель командира учебной роты специального назначения
- командир учебной роты специального назначения,
- командир батальона,
- командир отряда специального назначения «Витязь» (до 1994 года).

Далее некоторое время служил в должности заместителя командира отряда «Вега» («Вымпел») МВД России, в составе которого принимал участие в Первой чеченской войне и ряде специальных операций. После увольнения из армии стал президентом Ассоциации социальной защиты подразделений специального назначения «Братство краповых беретов „Витязь“» и членом правления Союза ветеранов антитеррора. Член Общественного совета МЧС России, является заместителем председателя Общественного совета.
В 2018 году вышел фильм Сергея Бадюка из цикла #СтранаГероев для телеканала Точка Отрыва "Краповый Батя".[значимость факта?]
В 2024 году был доверенным лицом кандидата в президенты России Владимира Путина.

## Участие в боевых операциях
Участвовал в пресечении беспорядков и поддержании общественного порядка во время Сумгаитского погрома (1988 год), армянского погрома в Баку (1990 год), Карабахского конфликта (1991) и др.
Руководил своими подчиненными при проведении специальных операций по освобождению заложников, в том числе при обезвреживании террористов в Сухумском изоляторе временного содержания и в одной из исправительно-трудовых колоний на Урале.

## События 3 октября 1993 года в Москве
Принимал непосредственное участие в октябрьских событиях 1993 года в Москве. 3 октября 1993 года отряд специального назначения «Витязь» под его командованием был выдвинут охранять телецентр «Останкино». Во время попытки штурма телецентра сторонниками Верховного Совета России отряд открыл, предположительно, ответный огонь по людям, в результате чего не менее 46 человек было убито и не менее 124 ранено. Версии и описания событий сильно разнятся.
В октябре 2018 года Сергей Лысюк в интервью «Известиям» не исключил, что видеоинженер РГТРК «Останкино» Сергей Красильников мог погибнуть от пули его бойцов: «Да, был убит Красильников. Я не исключаю, что в пылу перестрелки он попал под шальную. Эта шальная могла быть и нашей. Трудно сказать, потому что это война».

## Награды
- Герой Российской Федерации — за мужество и героизм (7 октября 1993 года)[9];
- орден «За заслуги перед Отечеством» IV степени с мечами;
- орден Красного Знамени;
- орден Красной Звезды;
- медаль «За боевые заслуги»;
- медаль «В память 850-летия Москвы»;
- медаль «За отличие в воинской службе» I степени;
- медаль «60 лет Вооружённых Сил СССР»;
- медаль «70 лет Вооружённых Сил СССР»;
- медаль «200 лет МВД России»;
- медаль «За взаимодействие с ФСБ России»;
- медаль «За безупречную службу» I, II и III степени;
- Краповый берет;
- Почётный гражданин Московской области (14 июня 2023 года)[10][11].